# Tony Lekain
Tony Lekain (5 de noviembre de 1888 – 26 de diciembre de 1966) fue un director cinematográfico de nacionalidad francesa, activo principalmente durante las décadas de 1920 y 1930.
Su verdadero nombre era Tony Théodore Weill, y nació en París, falleciendo en la ciudad francesa de Cannes.

## Filmografía destacada
- 1929 : Figaro, de Gaston Ravel y Tony Lekain
- 1929 : Le Collier de la reine, de Gaston Ravel y Tony Lekain